# Gare de Keisei Narita
La gare de Keisei Narita (京成成田駅, Keisei-Narita-eki) est une gare ferroviaire située à Narita, dans la préfecture de Chiba au Japon. Cette gare est exploitée par la compagnie Keisei.

## Situation ferroviaire
La gare de Keisei Narita est située au point kilométrique (PK) 61,2 de la ligne principale Keisei. Elle marque le début de la ligne Keisei Higashi-Narita.

## Historique
La gare a été inaugurée le 25 avril 1930 sous le nom de gare de Narita. La gare est renommée Keisei Narita en 1931.

## Service des voyageurs

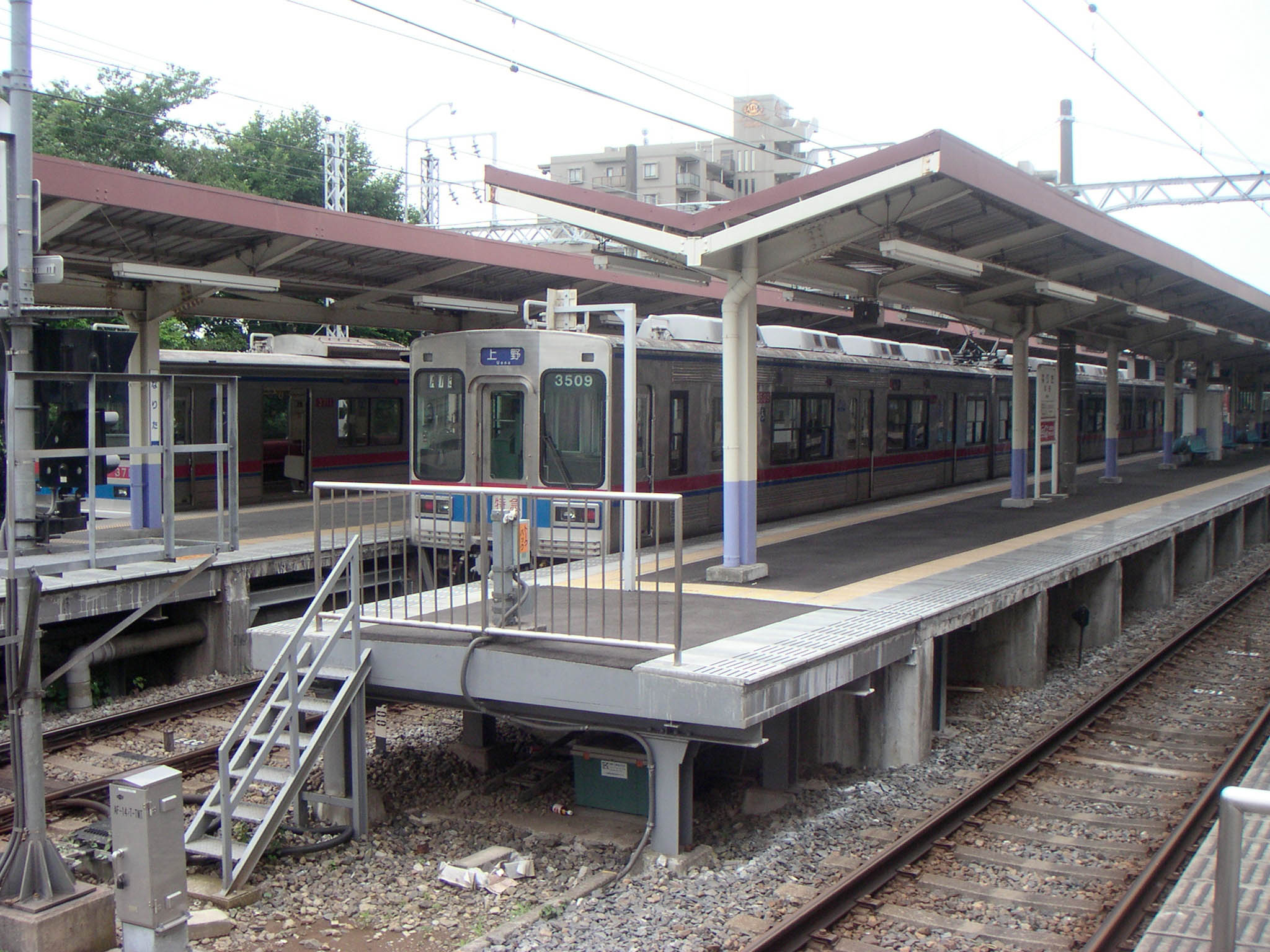
Vue des quais.

### Accueil
La gare dispose d'un bâtiment voyageurs, avec guichets, ouvert tous les jours.

### Desserte
- Ligne principale Keisei :
  - voies 1 et 2 : direction Keisei Funabashi, Aoto (interconnexion avec la ligne Keisei Oshiage pour Oshiage) et Keisei Ueno
  - voie 3 : direction Nippori et Keisei Ueno (services Morning liner)
  - voie 5 : direction aéroport de Narita

- Ligne Keisei Higashi-Narita :
  - voies 2 et 5 : direction Higashi-Narita et Shibayama-Chiyoda

### Intermodalité
La gare de Narita (JR East) est située à proximité.